# 1629 Пекер
1629 Пекер (1629 Pecker) — астероїд головного поясу, відкритий 28 лютого 1952 року.
Тіссеранів параметр щодо Юпітера — 3,602.
Названо на честь Жана-Клода Пекера (фр. Jean-Claude Pecker; нар. 1923), — французького астронома, члена Паризької АН (1977).